# Andrew Giddings

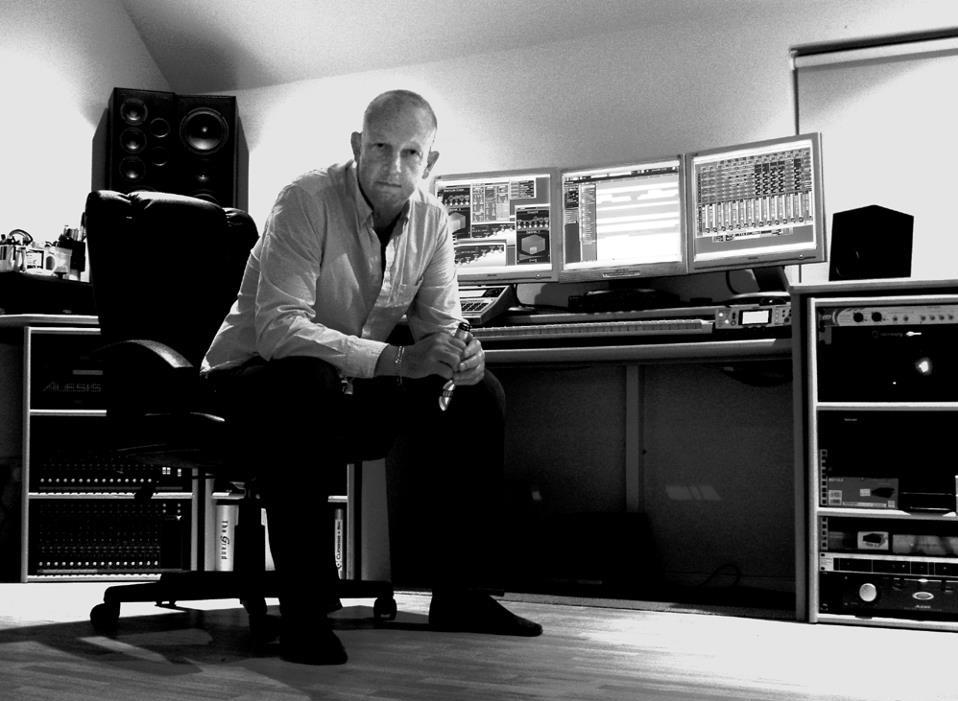
Andrew Giddings em seu estúdio.

Andrew Giddings (10 de julho de 1963 em Pembury, Inglaterra) é um músico britânico. Participou da banda Jethro Tull como tecladista entre os anos de 1991 até 2007.